# Malibu (Miley Cyrus)
Malibu è un singolo della cantante statunitense Miley Cyrus, pubblicato l'11 maggio 2017 come sesto estratto dal sesto album in studio Younger Now.

## Accoglienza
Malibu ha ricevuto recensioni prevalentemente positive, molti critici hanno elogiato il testo della canzone e la voce della Cyrus.

## Video musicale
Il video musicale è stato pubblicato in concomitanza con l'uscita del singolo, l'11 maggio 2017, sul canale Vevo della cantante. Esso è stato diretto dalla stessa Cyrus in collaborazione della regista statunitense Diane Martel, con la quale aveva già lavorato per la realizzazione dei video dei singoli We Can't Stop e Adore You.

## Tracce
Testi e musiche di Miley Cyrus e Oren Yoel.
1. Malibu – 3:51

## Classifiche

### Classifiche settimanali
| Classifica (2017) | Posizione massima |
| ----------------- | ----------------- |
| Australia         | 3                 |
| Austria           | 8                 |
| Belgio (Fiandre)  | 27                |
| Belgio (Vallonia) | 51                |
| Canada            | 4                 |
| Danimarca         | 14                |
| Filippine         | 17                |
| Finlandia         | 12                |
| Francia           | 85                |
| Germania          | 20                |
| Irlanda           | 7                 |
| Italia            | 24                |
| Libano            | 20                |
| Norvegia          | 4                 |
| Nuova Zelanda     | 4                 |
| Paesi Bassi       | 30                |
| Portogallo        | 12                |
| Regno Unito       | 11                |
| Repubblica Ceca   | 4                 |
| Slovacchia        | 3                 |
| Spagna            | 20                |
| Stati Uniti       | 10                |
| Svezia            | 21                |
| Svizzera          | 16                |

### Classifiche di fine anno
| Classifica (2017) | Posizione |
| ----------------- | --------- |
| Islanda           | 42        |